# 몬트리올 에콜 폴리테크니크 학살

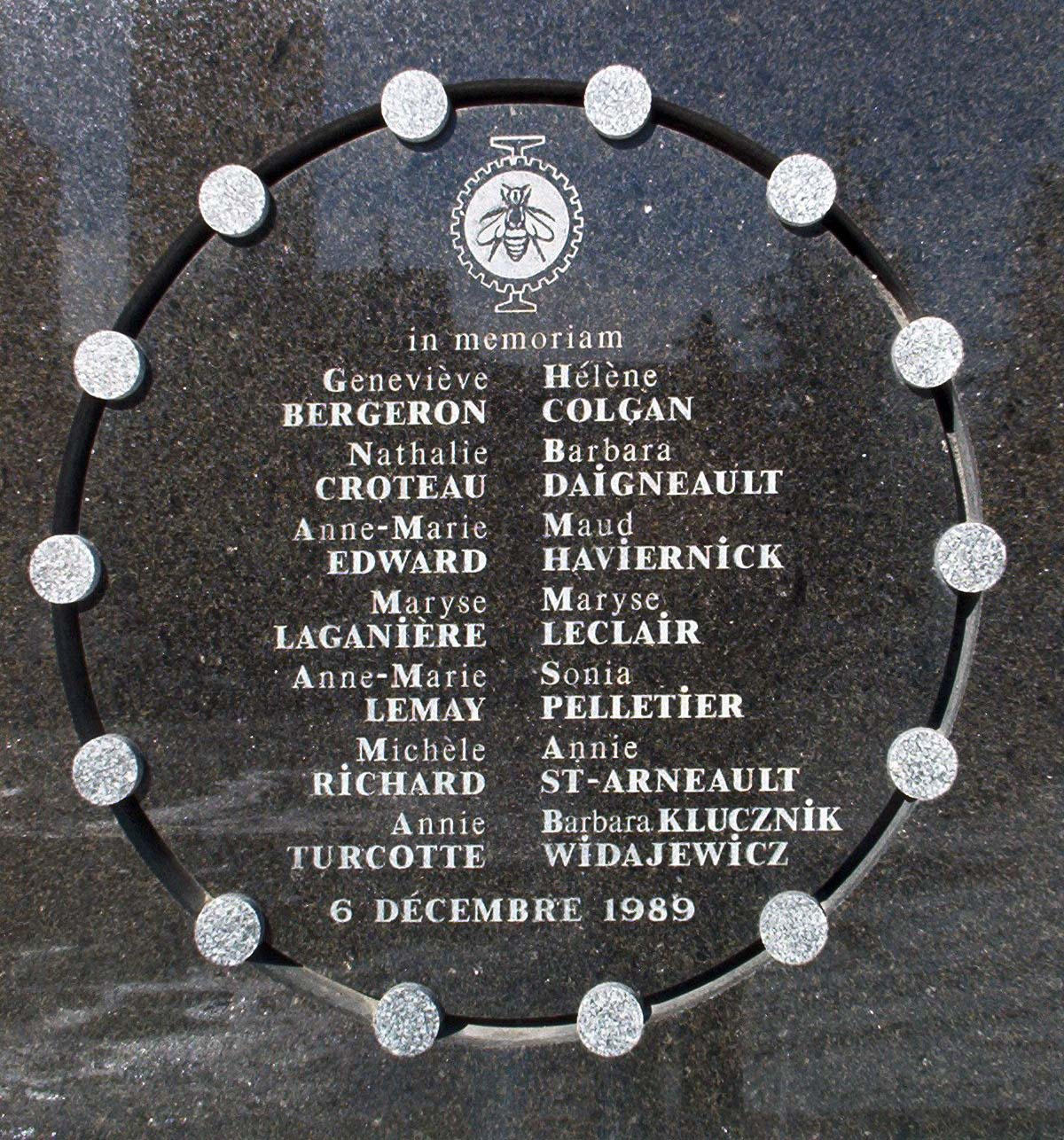

몬트리올 에콜 폴리테크니크 학살은 1989년 12월 6일 캐나다 퀘벡주 몬트리올 몬트리올 에콜 폴리테크니크에서 일어난 사건이다. 범인은 마크 레피네 (Marc Lépine)라는 25세의 남자로, 반자동 소총과 사냥용 칼을 이용하여 28명을 공격하였고, 그 중 14명을 살해, 14명에게 부상을 입힌 후 자살했다.

## 범행 개요
1989년 12월 6일, 한 남자가 몬트리올 에콜 폴리테크니크 기계공학 강의실로 들어와, 남성을 강의실 밖으로 내보내고, 여성들을 향해 외쳤다. "너희들은 여자야, 너희들은 엔지니어가 될거야, 너희들 모두는 죄다 빌어먹을 페미니스트들이야. 나는 페미니스트들이 싫어!" 그리고 그는 총을 꺼내, 14명의 여성을 살해하고 (13명의 엔지니어링 학생 및 1명의 교직원), 자신에게도 총을 겨누어 자살했다.

## 범행 동기에 대한 추적

### 동기
광범위한 경찰 조사가 행해졌지만, 결과 보고서는 공개되지 않았다. 언론, 학계, 여성 단체, 피해자 가족들은 공적 조사의 부재와 드문 정보 공개에 대해 항의했다.
피해자의 성별, 범인의 범행 중 발언 내용, 및 유서의 내용에서 미루어 짐작하였을 때, 해당 참사는 반여성주의 공격 사례로 여겨질 수 있다. 여성주의 학자들은 레피네의 범행이 여성에 대한 폭력을 용인하는 것을 포함한, 만연한 사회적 여성혐오에서 유발되었을 것이라고 생각한다.
일부 언론에서는 그가 몬트리올 에콜 폴리테크니크에 지원하였다가 낙방했던 것으로 인해 그가 이 학교의 여성 엔지니어링 학생들을 범행 목표로 삼았으리라 짐작했다.
일부에서는 이 참사가 사회적인 이슈와 결부되지 않는, 광인에 의한 개인적 차원의 범행이라 생각한다. 한 정신과 의사는 그의 어린 시절 정신적 내상을 강조하며, 그가 입은 폭행이 뇌에 손상을 입혔을 가능성, 혹은 그가 정신이상으로 인해 현실과 유리되어, 과거 폭력적인 아버지와의 기억을 지우려 하는 동시에 이를 여성을 지배하는 폭력적 남성성과 동일시했었을 가능성을 제시했다.

### 유서
범행 이틀 뒤 경찰이 유서의 일부 내용을 밝혔지만, 그 전문은 공개되지 않았다. 1년 뒤 3페이지 분량의 유서가 저널리스트에 의해 유출되었고, 신문에 공개되었다. 해당 유서는 그가 살인하고자 명확하게 희망했던 19명의 여성 목록을 포함했다. 유서는 본래 프랑스어로 쓰였다.

실수를 용서해주십시오. 이 글을 쓸 시간이 15분 밖에 없습니다. 부속문서 또한 보아주십시오.
오늘 내가 자살하다면 생활고 때문이 아닙니다. 일까지 마다해가며 돈이 바닥날 때까지 기다린 것은 정치적 신념 때문입니다. 늘 내 앞길을 막아온 페미니스트들을 창조주께 되돌려 보내려 합니다. 지난 7년간의 삶은 낙이 없었고 지긋지긋했습니다 (blasé). 이제 그 목소리 큰 여자들(viragos)에게 종말을 선사하려 결정내렸습니다.
어릴 때 학사장교 시험에 응했었습니다. 무기고 출입이 자유로워지면 테러를 감행하려고 했었지요. 하지만 탈락했습니다. 비사교적이라는 이유로. 그래서 나는 내 계획을 실행시키기 위해 오늘까지 기다려야 했습니다. 그 사이, 나는 공부를 계속했습니다만 들쭉날쭉이었습니다. 전혀 흥미롭지 않았기 때문이었고, 내 운명을 미리 내다보았기 때문입니다. 그럼에도 불구하고, 성적은 매우 우수했습니다. 과제물 제출도 안하고 시험공부도 소홀했는데 말입니다.
언론은 제게 ‘미친 살인마’라는 낙인을 찍겠지만, 저는 제 스스로를 이성적이고 학식있는 사람이라 여깁니다. 단지 사신(死神, Grim Reaper)이 내려와 제가 극단적인 행동을 취하게끔 강압했을 뿐입니다. 도대체 왜 살기 위해 참아내야 해야합니까? 그저 나라 좋자고 하는 일이라면 말입니다. 나는 본성적으로 과거지향적이기에 (과학을 제외하면), 페미니스트들은 항상 나를 격노하게 만듭니다. 그들은 여성의 이점은 지키기 원하고 (저렴한 보험, 장기 모성 휴가 및 연장 휴가), 남성의 이점을 여성들 자신을 위해 갈취합니다.
그렇기 때문에, 만약 올림픽마저 남녀 구별을 없앤다면, 이 우아한 대회에 오직 여성만 있게 될 것은 분명합니다. 따라서 페미니스트들은 장벽을 허물기 위해 투쟁하는 것이 아닙니다. 그들은 매우 기회주의적이고, 남성들에 의해 오랜 세월 축적되어 온 지식으로부터 이득을 취하는 것을 외면하지 않습니다. 그들은 기회만 있으면 언제나 그들 자신을 왜곡시켜 드러내려 노력합니다. 그러므로, 내가 언젠가 듣기로는, 그들이 세계대전 중 최전방에서 싸운 캐나다 남녀에게 훈장을 수여한다고 합니다. 여성은 최전방에 투입되도록 승인되지 않았었는데, 어떻게 이것이 설명될 수 있겠습니까??? 카이사르의 여성 군단과 갤리선의 여성 노예가 역사적 전력(戰力)의 절반을 당연히 담당했다는 말을 듣게 될 날이 오는 겁니까? 존재한 적이 전혀 없는데도? 개전(開戰) 명분은 충분합니다 (A real Casus Belli).
너무 짧게 써서 죄송합니다.
마크 레피네

## 추모
캐나다 의회는 1991년 학살 사건의 희생자들을 추모하고 여성에 대한 폭력을 근절하기 위해 해당 사고 일자를 "여성에 대한 폭력 환기 및 근절을 위한 실천 기념일(en:National Day of Remembrance and Action on Violence Against Women)"로 제정하였다. 모든 연방정부 건물에 국기가 반기로 (half-mast) 게양되며, 캐나다 국민들은 1분간의 묵념을 지키고, 여성 대상 폭력을 종식시키는 데에 헌신함을 상징하는 흰 리본을 달도록 권장된다. 또한 국가 전역에 여러 기념 공간이 설립되어 왔으며, 이는 사람들이 지속적으로 해당 사고를 기억할 수 있게 돕는 역할을 한다.
또한 이 사건을 추모하기 위한 여러 편의 노래, 드라마, 영화 등이 제작되었다. 한 예로 드니 빌뇌브 감독의 2009년작 《폴리테크닉》은 칸 영화제에 출품된 바 있다.

## 같이 보기
- 몬트리올 에콜 폴리테크니크
- 몬트리올 대학교